# Gabriele Linke
Gabriele Linke (* 18. Februar 1955 in Mühlhausen) ist eine deutsche Anglistin.

## Leben
Von 1973 bis 1977 absolvierte sie ein Diplomlehrerstudium der Fachrichtung Englisch und Deutsch an der Universität Jena. Nach der Promotion 1987 in Jena und der Habilitation 2001 ebenda wurde sie 2002 Professorin für britische und amerikanische Kulturstudien und Didaktik des Englischen in Rostock. Mittlerweile ist sie emeritiert.
Ihre Forschungsbereiche sind Geschlecht (in Autobiographie, Film, Englischunterricht), Autobiographie, insbesondere zeitgenössische schottische Autobiographie, Filmwissenschaft, insbesondere Orientalismus, Hybridität und Transkulturalismus im britischen und amerikanischen Film und Unterrichtskultur (britisch / amerikanisch); interkulturelles Lernen.

## Schriften (Auswahl)
- Populärliteratur als kulturelles Gedächtnis. Eine vergleichende Studie zu zeitgenössischen britischen und amerikanischen popular romances der Verlagsgruppe Harlequin Mills & Boon. Heidelberg 2003, ISBN 3-8253-1367-0.
- (Hg.): Teaching cultural studies. Methods, matters, models. Heidelberg 2011, ISBN 3-8253-5893-3.
- mit Katja Schmidt (Hg.): Immersion und bilingualer Unterricht (Englisch). Erfahrungen – Entwicklungen – Perspektiven. Baltmannsweiler 2015, ISBN 3-8340-1478-8.
- mit Christoph Behrens, Kristina Mühlbach und Heike Trappe (Hg.): Populärkultur – Geschlecht – Handlungsräume. Kultur-, medien- und sozialwissenschaftliche Beiträge. Berlin 2018, ISBN 978-3-643-14131-6.